# Declinismo
El declinismo es la creencia de que una sociedad o institución tiende a la decadencia. En particular, es la predisposición, provocada por sesgos cognitivos como la retrospección idílica, a ver el pasado de manera más favorable y el futuro de manera más negativa. “La gran cima del declinismo”, según Adam Gopnick, “se estableció en 1918, en el libro que le dio a la decadencia su buen nombre en las publicaciones: el trabajo de mil páginas del historiador alemán Oswald Spengler, La decadencia de Occidente." 

## Historia
La creencia se remonta a la obra de Edward Gibbon The History of the Decline and Fall of the Roman Empire, publicada entre 1776 y 1788, que argumenta que el Imperio romano se derrumbó debido a la pérdida gradual de la virtud cívica entre sus ciudadanos, que se volvieron holgazanes, malcriados e inclinados a contratar mercenarios extranjeros para encargarse de la defensa del estado. Creía que la razón debe triunfar sobre la superstición para salvar a las grandes potencias de Europa de un destino similar al del Imperio romano.
El libro de Spengler Der Untergang des Abendlandes, que le dio a la deadencia su nombre popular,  se publicó después de la Primera Guerra Mundial y capturó el espíritu pesimista de la época. Spengler escribió que la historia había visto el auge y la caída de varias "civilizaciones" (incluidas la egipcia, la clásica, la china y la mesoamericana). Afirmó que sedesarrollan en ciclos, que normalmente abarcan 1.000 años. Spengler creía que la civilización occidental estaba en un declive que era inevitable.
La idea de que la civilización occidental está en decadencia ha sido una constante histórica común, que a menudo repite variaciones sobre los mismos temas.  El historiador Arthur L. Herman, en la introducción a su libro The Idea of Decline in Western History, escribió que:

...los intelectuales han estado prediciendo el colapso inminente de la civilización occidental durante más de ciento cincuenta años... Sin embargo, cuando señalo esto como evidencia de que, parafraseando a Mark Twain, los informes sobre la desaparición de Occidente podrían ser muy exagerados, suelo encontrarme con un fuerte escepticismo. [1]

## Causa
El declinismo se ha descrito como "un truco de la mente" y como "una estrategia emocional, algo reconfortante para acurrucarse cuando el presente parece intolerablemente sombrío".
Un factor en el declive es el aumento de la reminiscencia (reminiscence bump) en el que las personas mayores tienden a "recordar mejor los eventos que les sucedieron entre los 10 y los 30 años". Como dice una fuente, "[l]a vitalidad de la juventud y la emoción de experimentar cosas por primera vez, crea un 'golpe de memoria' en comparación con el cual la vida posterior parece un poco monótona". Gopnick sugiere que "la idea de nuestro declive es emocionalmente magnética, porque la vida es un largo descenso, y la meseta que acaba de pasar es más fácil de amar que la que se acerca". Citando el amor generalizado por las "canciones antiguas", escribe: "La larga mirada hacia atrás es parte del largo viaje a casa. Todos creemos en el ayer.” 
Otro factor es el efecto de positividad en el que "a medida que las personas envejecen, tienden a experimentar menos emociones negativas y es más probable que recuerden cosas positivas que cosas negativas".
Ambos factores pueden llevar a las personas a experimentar un declive, pero también, por el contrario, el sesgo de negatividad en el que "es probable que los eventos emocionalmente negativos tengan más impacto en sus pensamientos y comportamientos que un evento similar, pero positivo".

## Función
Alan W. Dowd cita a Samuel P. Huntington diciendo que el declive "desempeña una función histórica útil" en el sentido de que "proporciona una advertencia y un acicate para la acción a fin de evitar y revertir el declive que dice que está teniendo lugar". El propio Dowd está de acuerdo y dice que el declive en su mejor momento "es una expresión de la tendencia estadounidense hacia la autocrítica y la mejora continua".
Josef Joffe, por el contrario, destaca el hecho de “que preocuparse obsesivamente por su posible declive puede ser una buena forma de producirlo”.  De manera similar, Robert Kagan ha expresado su preocupación de que los estadounidenses estén "en peligro de cometer un suicidio preventivo como superpotencia debido a un temor fuera de lugar de su propio poder en declive". 

## Fin delsigloXIX
El fin del siglo XIX (también llamado fin de siècle ) ha sido descrito como el momento en que "la imagen de la decadencia occidental tomó forma decisiva por primera vez".  Se pensaba ampliamente que era un período de degeneración social, con personas que esperaban un nuevo comienzo. El "espíritu" de fin de siècle a menudo se refiere a los sellos culturales que fueron reconocidos como prominentes en las décadas de 1880 y 1890, incluido el hastío, el cinismo, el pesimismo y "una creencia generalizada de que la civilización conduce a la decadencia ". En Gran Bretaña, esto desencadenó el "primer estallido serio de declive" en la política económica gubernamental.
El principal tema político de la época fue el de la rebelión contra el materialismo, el racionalismo, el positivismo, la sociedad burguesa y la democracia liberal. El fin-de-siècle generación apoyaba el emocionalismo, el irracionalismo, el subjetivismo y el vitalismo, mientras que la mentalidad de la época veía a la civilización en una crisis que requería una solución masiva y total. Los temas de fin de siècle La cultura política fue muy controvertida y ha sido citada como una gran influencia en el fascismo y como generadora de la ciencia de la geopolítica, incluida la teoría del Lebensraum.

## Declinismo americano
Estados Unidos en particular tiene un historial de predecir su propia caída, comenzando con el asentamiento europeo. El llamado "declinismo estadounidense" ha sido un tema recurrente en la política de Estados Unidos desde la década de 1950.
"Estados Unidos es propenso a episodios de declinismo", ha señalado The Economist. El historiador estadounidense Victor Davis Hansen ha identificado varias etapas sucesivas del declive estadounidense. Durante la Gran Depresión, los estadounidenses sin trabajo veían con envidia a la orgullosa y dinámica "Nueva Alemania". En la década de 1950, el éxito del Sputnik 1 y la expansión del comunismo llevaron a los estadounidenses a temer que se estaban quedando atrás de la totalitaria Unión Soviética. En la década de 1970, los estadounidenses estaban preocupados por el auge económico de Japón; dos décadas después, la Unión Europea parecía la ola del futuro. En el siglo XXI, las preocupaciones de Estados Unidos se han centrado en el auge de China, con sus exportaciones masivas y nuevas megaciudades. Sin embargo, una tras otra de esas preocupaciones, señala Hansen, resultaron infundadas: "El fascismo fue aplastado; el comunismo implosionó; Japón está envejeciendo y encogiéndose; la Unión Europea se está resquebrajando".
En un libro de 2011, Thomas L. Friedman y Michael Mandelbaum argumentaron que Estados Unidos estaba en medio de "su quinta ola de declive". El primero había llegado "con el 'Sputnik Shock' de 1957", el segundo con la Guerra de Vietnam, el tercero con el "malestar" durante la presidencia de Jimmy Carter y el ascenso de Japón, el cuarto con el ascenso de China. 
El declive estadounidense puede superar repentinamente a los comentaristas que previamente habían tenido una visión optimista de las perspectivas del país. Robert Kagan ha señalado, por ejemplo, que el experto Fareed Zakaria, quien en 2004 "describió que Estados Unidos disfrutaba de una 'unipolaridad integral' diferente a todo lo visto desde Roma", en 2008 había comenzado a "escribir sobre el mundo postestadounidense'" y "el surgimiento del resto". 
En un artículo que apareció en The Nation el 13 de junio de 2017, el autor Tom Engelhardt afirmó que el conservador Donald Trump era el "primer candidato declinista a la presidencia" de Estados Unidos. 

## Declinismo europeo
La teoría del declive se ha observado también en el Reino Unido. En una encuesta de 2015, el 70% de los británicos encuestados estuvo de acuerdo con la afirmación de que "las cosas están peor de lo que solían ser", aunque en ese momento los británicos eran de hecho "más ricos, saludables y longevos que nunca". Sin embargo, también se observó en la encuesta que muchas de las cosas que las personas mayores añoraban de su juventud ya no existían en la sociedad moderna.
El historiador británico Robert Tombs sugirió que el Reino Unido ha enfrentado varios "episodios" de declive desde la década de 1880, cuando se sintió por primera vez la competencia alemana en productos manufacturados, y luego nuevamente en las décadas de 1960 y 1970, con preocupaciones económicas, la rápida disolución del Imperio Británico y la percepción de una disminución del poder y la influencia en todos los campos. Sin embargo, Tombs concluyó que "el declive es, en el mejor de los casos, una distorsión de la realidad" y señaló que Gran Bretaña todavía se considera una gran potencia según los estándares modernos, incluso con la disolución del imperio. En la década de 1960, los comentaristas sociales interpretaron a The Beatles como una manifestación del declive social.
Según el periodista Alexander Stille, Francia ha tenido una larga tradición de libros que declaran su decadencia o muerte ya en el siglo XVIII. El declinismo se ha descrito como una "industria en auge" con autores populares como Michel Onfray que escriben libros y artículos que exploran las fallas de Francia y Occidente. El declive francés se ha relacionado con la contra-Ilustración de principios del siglo XIX y finales de la década de 1970 con el final de tres décadas de crecimiento económico después de la Segunda Guerra Mundial. En los tiempos modernos, el fenómeno ha cobrado velocidad y atraviesa el espectro político con varias variaciones de "déclinisme" que emergen de los reaccionarios católicos a los pensadores no religiosos que cuestionan la identidad nacional y la corrupción política.
El ensayo de Éric Zemmour de 2014 El suicidio francés, que vendió 500.000 copias en Francia, narra el supuesto declive del estado-nación francés y, por lo tanto, se ha asociado con la literatura declinista. 

## Literatura declinista
La literatura declinista incluye:
- Oswald Spengler (1918). The Decline of the West. Oxford UP. ISBN 978-0-19-506751-4.
- Paul Kennedy (1987). The Rise and Fall of the Great Powers. Penguin Random. ISBN 0-394-54674-1.
- Fareed Zakaria (2008). The Post American World. W. W. Norton & Company. ISBN 9780393062359.
- Thilo Sarrazin (2010). Deutschland schafft sich ab. ISBN 978-3-7844-3592-3.
- Thomas L. Friedman; Michael Mandelbaum (2011). That Used to Be Us: How America Fell Behind in the World It Invented and How We Can Come Back. Macmillan. ISBN 9781429995115.
- Edward Luce (2012). Time to Start Thinking: America in the Age of Descent. Grove Press. ISBN 9780802194619.
- Éric Zemmour (2014). The French Suicide. ISBN 978-2-226-25475-7.